# Повойничек мокричный
Пово́йничек мокри́чный (лат. Elātine alsināstrum) — вид цветковых растений рода Повойничек (Elatine).

## Ботаническое описание

### Стебли и листья
Однолетнее водное травянистое растение 5—30 см высотой, неопушённое.
Стебли округлые в поперечном сечении, с четырьмя продольными бороздками, полые, прямостоячие или приподнимающиеся, простые или ветвящиеся у основания, густо покрыты листьями. Подводные листья сидячие, собраны в мутовки по 8—12. Их листовые пластинки цельнокрайные, узко- или шиловидно-линейные, с одной жилкой, 1,3—2,6 см длиной и 0,1 см шириной, с острыми отогнутыми концами. Надводные листья в мутовках по три — пять, продолговато-яйцевидные, с тремя — семью жилками, 0,4—1,3 см длиной и 0,15—0,5 см шириной, с туповатыми или коротко заострёнными концами. Имеются плёнчатые, острые, зубчатые прилистники.

### Цветок
Цветки сидячие, в пазухах листьев или мутовках. Чашечка состоит из четырёх широколанцетных чашелистиков. Лепестков также четыре, они белые, эллиптические, овальные или продолговатые, чуть длиннее чашечки, около 1,5 мм длиной. Тычинок восемь, они короче лепестков, столбиков четыре. Цветение в июне — сентябре.

### Плоды и семена
Плод — сплюснуто-шаровидная коробочка, четырёхгнёздная, вскрывается четырьмя створками, 3—4 мм в диаметре. Семена длиной около 1 мм, продолговатые, чуть дуговидно согнутые, с мелкоячеистой поверхностью.

## Ареал и местообитание
Впервые вид был описан в Европе. Также он произрастает на Кавказе, в Сибири, в Средней Азии, Средиземноморье, Японии. Растёт на болотах, заливных лугах, по берегам водоёмов, в низинах пойм, а также старицах рек.

## Классификация

### Таксономия
Elatine alsinastrum L., 1753, Sp. Pl. : 368
Вид Повойничек мокричный относится к роду Повойничек (Elatine) семейства Повойничковые (Elatinaceae) порядка Мальпигиецветные (Malpighiales). Кладограмма в соответствии с Системой APG IV по состоянию на декабрь 2023 года:
|  |                                      |  |                                   |                                   |                         |  | ещё 35 семейств | ещё 35 семейств           |                           |  |  |  | еще 30 подтвержденных видов и 1 вид, ожидающий подтверждения |
|  |                                      |  |                                   |                                   |                         |  | ещё 35 семейств | ещё 35 семейств           |                           |  |  |  | еще 30 подтвержденных видов и 1 вид, ожидающий подтверждения |
|  |                                      |  |                                   | порядок Мальпигиецветные          |                         |  |                 |                           | Повойничек                |  |  |  |                                                              |
|  |                                      |  |                                   | порядок Мальпигиецветные          |                         |  |                 |                           | Повойничек                |  |  |  |                                                              |
|  | отдел Цветковые, или Покрытосеменные |  |                                   |                                   | семейство Повойничковые |  |                 |                           | Повойничек мокричный      |  |  |  |                                                              |
|  | отдел Цветковые, или Покрытосеменные |  |                                   |                                   | семейство Повойничковые |  |                 |                           |                           |  |  |  |                                                              |
|  |                                      |  | ещё 63 порядка цветковых растений | ещё 63 порядка цветковых растений |                         |  |                 | еще один ботанический род | еще один ботанический род |  |  |  |                                                              |
|  |                                      |  |                                   | ещё 63 порядка цветковых растений |                         |  |                 |                           | еще один ботанический род |  |  |  |                                                              |

### Синонимы
- Alsinastrum galiifolia Schur
- Alsine alsinastrum Crantz
- Elatine alsinastrum f. aquatica Seub.
- Elatine alsinastrum f. fluitans Seub.
- Elatine alsinastrum f. terrestris (Schimp.) Seub.
- Elatine alsinastrum var. terrestris Schimp.
- Elatine hippuroidea St.-Lag.
- Elatine verticillata Lam.
- Elatinella alsinastrum (L.) Opiz
- Potamopitys alsinastrum (L.) Fourr.
- Rhizium verticillatum Dulac